# محفل روحانی ملی بهائیان ایران
جامعهٔ بهائی طبقه روحانیون و مجتهدان دینی ندارد و امور جامعهٔ خود را از طریق نظامی از مؤسسات انتخابی که بر پایهٔ تصمیم‌گیری جمعی و مشورت عمل می‌کند، اداره می‌کند. این موسسات به تدریج و در طی چند مرحله شکل گرفتند و در جوامع بهائی همه‌گیر شدند. اصول این نظام در آثار بهاءالله، مؤسس آئین بهائی، آمده‌است. عبدالبهاء و شوقی ربانی جزئیات اصول این نظام را تشریح کردند و به مرحلهٔ اجرا درآوردند.
اولین بار بر اساس رهنمودهای عبدالبهاء، محافل شُوری در آذربایجان تشکیل شدند که به تدریج به دیگر استان‌ها هم گسترش یافتند. در سال ۱۲۷۶ شمسی، یعنی شش سال بعد، هیئت شور تهران شکل گرفت و در ۱۲۸۲ شمسی رسماً با چهار ایادی و پنج نفر دیگر که خود این ایادیان انتخاب کرده بودند کار خود را آغاز کرد. این اوّلین محفل روحانی محلی بود که در تهران تأسیس شد و هر هفته جلساتی برگزار می‌شد تا به امورات جامعه رسیدگی کند. بر اساس الگوی شکل گرفته در تهران، محافل محلی دیگری هم به تدریج در دیگر نقاط ایران تشکیل شدند، و در سال ۱۲۹۹ شمسی، پیروان آیین بهائی به تدریج اصول انتخابات بهائی در تشکیل این محافل و نقش قانونی و اجرایی و حقّ هدایت امور جامعه را توسط این محافل به رسمیت شناختند.
بهائیان ایران اولین محفل روحانی ملی خود را در ماه اردیبهشت سال ۱۳۱۳ در تهران انتخاب کردند.
پس از انقلاب، بسیاری از بهائیانی که در نهادهای اداری بهائی در سطوح محلی و ملی خدمت می‌کردند، زندانی، اعدام یا ناپدید شدند. اعضای سه محفل  روحانی ملی یکی پس از دیگری دستگیر، اعدام و یا ناپدید شدند. همچنین در اواسط سال ۱۳۶۲، بیش از ۵۰۰ تن از بهاییان که اکثر آن‌ها از اعضای سابق محفل روحانی در سطح محلی بودند یا با این اعضا در ارتباط بودند بدون هیچ اتهامی دستگیر شدند. پس از این وقایع یاران ایران مسئولیت اداره امور جامعه بهائی را بر عهده گرفت. این جمع  نیز پس از دستگیری و زندانی شدن اعضا منحل شد.

## قبل از انقلاب
جامعهٔ بهائی طبقه روحانیون و مجتهدان دینی ندارد و امور جامعهٔ خود را از طریق نظامی از مؤسسات انتخابی که بر پایهٔ تصمیم‌گیری جمعی و مشورت عمل می‌کند، اداره می‌کند. این موسسات به تدریج و در طی چند مرحله شکل گرفتند و در جوامع بهائی همه‌گیر شدند. اصول این نظام در آثار بهاءالله، مؤسس آئین بهائی، آمده‌است. عبدالبهاء و شوقی ربانی جزئیات اصول این نظام را تشریح کردند و به مرحلهٔ اجرا درآوردند.
از ابتدای ظهور این آیین تا اواخر قرن نوزدهم، امورات مذهبی و اجتماعی جوامع بهائی از طریق مشورت‌های غیررسمی و کدخدامنشی‌های بهائیان سرشناس در هر محل صورت می‌گرفت. بر اساس رهنمودهای عبدالبهاء، محافل شُوری در آذربایجان تشکیل شدند که به تدریج به دیگر استان‌ها هم گسترش یافتند. در سال ۱۲۷۶ شمسی، یعنی شش سال بعد، هیئت شور تهران شکل گرفت و در ۱۲۸۲ شمسی رسماً با چهار ایادی و پنج نفر دیگر که خود این ایادیان انتخاب کرده بودند کار خود را آغاز کرد. این اوّلین محفل روحانی محلی بود که در تهران تأسیس شد و هر هفته جلساتی برگزار می‌شد تا به امورات جامعه رسیدگی کند.
بر اساس الگوی شکل گرفته در تهران، محافل محلی دیگری هم به تدریج در دیگر نقاط ایران تشکیل شدند، و در سال ۱۲۹۹ شمسی، پیروان آیین بهائی به تدریج اصول انتخابات بهائی در تشکیل این محافل و نقش قانونی و اجرایی و حقّ هدایت امور جامعه را توسط این محافل به رسمیت شناختند.
گزارش‌های آماری از سال ۱۳۲۹ شمسی حاکی از آن است که مناطقی که بهائیان ایران در آن ساکن بودند رشد چشم‌گیری در تعداد محافل روحانی داشته‌است. در آن سال ۲۸۰ محفل روحانی در ۷۱۲ منطقه موجود بود، امّا تعداد محافل روحانی در سال ۱۳۴۷ شمسی به رقم ۵۶۰ در ۱۵۴۱ منطقه افزایش یافت. در سال ۱۳۵۸ شمسی ۶۷۹ محفل روحانی در ۱۶۹۹ منطقه وجود داشت.
در اوّلین کانونشن ملّی بهائیان ایران که در تهران و به مدّت هشت روز از ۶ اردیبهشت ۱۳۱۳ شمسی برگزار شد، اوّلین محفل روحانی ملّی ایران که محل برگزاری جلسات آن در تهران بود انتخاب گردید. این رویدادی مهم در تاریخ جامعهٔ بهائی محسوب می‌شد. امور اجتماعی و مذهبی جامعهٔ ملّی بهائیان ایران که تا قبل از سال ۱۹۳۴ توسط محفل مرکزی تهران هدایت می‌شد، پس از آن به محفل روحانی ملی ایران محول گردید. همچنین لجنات ملّی تشکیل گردید تا در ادارهٔ امور به محفل روحانی ملّی کمک کند.

## پس از انقلاب

### اعدام و حبس
از آنجایی که آئین بهائی طبقه روحانی ندارد، اعضای آن در سراسر دنیا، خود در یک سیستم اداری متشکل از شوراهایی که سالیانه در سطوح ملّی، منطقه‌ای و محلی و همچنین افراد و گروه‌هایی که رسماً برای کمک به جنبه‌های مختلف منصوب می‌شوند، کارهای جامعه و نیازهای خود را اداره می‌کنند. جمهوری اسلامی در تلاشی هماهنگ برای از بین بردن جامعهٔ بهائی ایران، تقریباً بلافاصله پس از به قدرت رسیدن، دست به ربودن و کشتن بهائیان، به ویژه آنهایی که در سطوح ملّی و محلی در جامعه فعالیت می‌کردند، زد.

### دستگیری و مفقودالاثر شدن اوّلین محفل روحانی ملّی ایران
از ابتدای انقلاب اسلامی تا اواسط سال ۱۳۵۹ اعضای محفل ملّی ایران به‌طور مداوم مورد آزار و اذیّت قرار می‌گرفتند. در اسفند ماه سال ۱۳۵۸، حسین نجی، پزشک، یکی از اعضای محفل روحانی ملّی تلگرامی به روح‌الله خمینی، رئیس‌جمهور ابوالحسن بنی صدر، دادستان کلّ دادگاه انقلاب  علی قدوسی و سازمان مرکزی نظام پزشکی فرستاد و شرحی از یورش‌های متعدد مسلّحانه به منزل مسکونی خویش و دستگیری همسرش را به اطّلاع این مراجع رساند و از آنان تقاضا کرد تا راه حلّی برای این خشونت‌ها ارائه نمایند. امّا توجّه چندانی به این شکایت‌ها نشد. در تاریخ ۳۰ مرداد ۱۳۵۹ همهٔ ۹ نفر اعضای محفل روحانی ملّی همراه با دو نفر اعضای هیئت معاونین مشاورین قارّه‌ای، در یکی از جلسات محفل روحانی ملّی در یک منزل شخصی به‌وسیلهٔ اعضای سپاه پاسداران انقلاب اسلامی بدون هیچ‌گونه مجوّز قانونی دستگیر شدند.
پس از مفقودالاثر شدن این اشخاص، خانواده‌های آنان تا تاریخ بهمن ۱۳۵۹ به دنبال این پرونده بودند و با دادستان کل، قدوسی، رئیس قوّه قضائیه، محمّد بهشتی و سخنگوی مجلس، اکبر هاشمی رفسنجانی، همواره ملاقات می‌کردند. در جریان یکی از این ملاقات‌ها، در تاریخ در تاریخ نوزدهم شهریور ۱۳۵۹، اکبر هاشمی رفسنجانی تأیید کرد که او دستور بازداشت یازده بهائی را صادر کرده، اما گفت که اعضای خانواده زندانیان نمی‌توانند تا تکمیل مراحل بازپرسی با آن‌ها ملاقات کنند. با این حال، در تاریخ هفدهم مهر ۱۳۵۹، رفسنجانی حرفش را عوض کرد و مدعی شد که دولت هیچ عضو محفل روحانی را بازداشت نکرده‌است و در عوض قضیه ناپدید شدن بهاییان را به‌طور غیرقابل قبولی به یک گروه مستقل نسبت داد.
سرنوشت نه عضو محفل روحانی ملی و دو تن از معاونین مشاوره قاره‌ای نامعلوم باقی مانده‌است. اگر چه گزارش‌هایی مبنی بر اینکه این افراد در زندان اوین به مدت کوتاهی در بازداشت بوده‌اند وجود دارد، هیچ گونه خبری از آن‌ها از تاریخ ۷ شهریور ۱۳۵۹ به دست نیامده و اکنون همگی متوفی تلقی می‌شوند. این افراد عبارت بودند از:
- عبدالحسین تسلیمی
- هوشنگ محمودی
- ابراهیم رحمانی
- حسین نجی
- منوهر قائم مقامی
- عطاالله مقربی
- یوسف قدیمی
- بهیه نادری
- کامبیز صادق زاده
- یوسف عباسیان
- حشمت الله روحانی

در همان سال محمد موحد، مانند اعضای نخستین محفل روحانی ملی بهائیان ایران برای همیشه، ناپدید شد. 

### دستگیری و اعدام دومین محفل روحانی ملّی ایران
در فاصله کوتاهی بعد از ناپدید شدن اعضای اولین محفل روحانی ملی، ایرانیان بهایی گرد هم آمدند تا اعضای جدید محفل روحانی ملی را انتخاب نمایند. اعضای دومین محفل روحانی ملی همگی واقف بودند که ممکن است سرنوشت پیشینیان خود را داشته باشند.
مسؤولین سریعاً اعضای جدید محفل را زیر نظر گرفتند. سازمان عفو بین‌الملل گزارش داد که در تاریخ ۲۲ آذر ۱۳۶۰، هشت عضو از نه عضو محفل روحانی ملی بهائیان در خانه ذوق الله مؤمن دستگیر شدند.
دستگیرشدگان عبارت بودند از: مهدی امین امین، جلال عزیزی، عزت‌الله فروهی، ژینوس نعمت محمودی، محمود مجذوب، قدرت‌الله روحانی، سیروس روشنی و کامران صمیمی. آقای مؤمن و فریده صمیمی، همسر کامران صمیمی، منشی محفل، که در پذیرایی کمک می‌کرد نیز بازداشت شدند. در واکنشی فوری، سازمان عفو بین‌الملل خواستار اعتراض مستقیم به این دستگیری‌ها از طریق ارسال نامه و تلگراف به ریاست دیوان عالی کشور، عبدالکریم موسوی اردبیلی، معاون نخست‌وزیر، میرحسین موسوی و دادستان کلّ، مهدی ربّانی املشی شد. این سازمان همچنین از مسئولان تقاضا نمود تا محل نگهداری بازداشت‌شدگان را اعلام نمایند. سازمان عفو بین‌الملل همچنین خواستار ارسال اعتراضات به وزارت امور خارجه و وزیر کشور گردید.
در ۶ دی ۱۳۶۰، هشت نفر از نه عضو دومین محفل روحانی ملی ایران بدون محاکمهٔ علنی و پس از یک محاکمهٔ سری و بدون برخورداری از حق دفاع و دسترسی به وکلای مدافع اعدام شدند. بعد از انکار ابتدایی این اعدامها، اردبیلی، رئیس جدید قوه قضاییه، سرانجام اعلام کرد که هشت بهایی به جرم جاسوسی برای قدرتهای خارجی اعدام شده‌اند. اردبیلی به خبرگزاری جمهوری اسلامی (ایرنا) گفت هیچ دلیل مذهبی برای این اعدام‌ها وجود نداشته‌است. در اواخر همان ماه، رئیس دادگاه مرکزی انقلاب، محمّدی گیلانی، اعدام اعضای محفل روحانی ملّی دوم را موجّه دانسته و اظهار داشت که عضویت در جامعهٔ بهائی مترادف با جاسوسی برای قدرتهای خارجی است. اسامی هشت نفر عضوِ دومین محفل ملی بهائیان بعد از انقلاب که در دی ۱۳۶۰، تیرباران شدند عبارت است از:
- مهدی امین امین
- جلال عزیزی
- عزّت‌الله فروغی
- ژینوس نعمت محمودی
- محمود مجذوب
- قدرت‌الله روحانی
- سیروس روشنی
- کامران صمیمی

با وجود اینکه این اعدام‌ها رسماً اعلام نشدند، بهائیان موفّق شدند محل دفن اجساد را که قبرستان خاوران (کُفرآباد) بود پیدا کنند و دریافتند که برخی از این اجساد در قبرهای گروهی دفن شده بودند. دختر ژینوس و نعمت محمودی گزارش داد که تعدادی از خانواده‌های این اعدام‌شدگان مجبور شدند بهای گلوله‌های مصرف شده را پرداخت نمایند تا بتوانند از محل دفن عزیزانشان اطّلاع حاصل کنند.

### انحلال، دستگیری و اعدام سومین محفل روحانی ملّی ایران
در ۷ شهریور ۱۳۶۲، دادستان کل انقلاب، سید حسین موسوی تبریزی، کلّیهٔ فعّالیت‌های مذهبیِ جامعهٔ بهائی را در ایران ممنوع و دستور انحلال سومین محفل روحانی ملّی و قریب به ۴۰۰ محفل روحانی محلّی را صادر نمود. همچنین، عضویت بهائیان در هر مجمع مذهبی یا انجامِ فعّالیّتی که اهداف تبلیغ دیانت بهائی را داشته باشد، به‌شدت ممنوع گردید. حکومت صدور این حکم را با این ادّعا که «محاربین» و «توطئه‌گران» بهائی در فعّالیّت‌های جاسوسی شرکت می‌کنند توجیه کرد.
موسوی تبریزی، دادستان کل انقلاب، در مصاحبه‌ای با کیهان هوایی، روزنامه وابسته به دولت، اظهار داشت: «جاسوسی می‌کنند برای دیگران و تحریک و اخلال در بعضی کارها می‌کنند … این مسائل باعث شده که ما همین الآن اعلام کنیم که تمام فعالیتهای جمعی و تشکیلاتی بهاییت در ایران ممنوع و تا حال هم ممنوع بوده و دولت جمهوری اسلامی ایران و قانون اساسی اینها را به رسمیت نشناخته»
قبل از اینکه محفل روحانی ملی ممنوعیت را بپذیرد، در رد اتهامات دولت نامه سرگشاده‌ای به رهبران ایرانی نوشت. این نامه به اذیت و آزار بهاییان در جمهوری اسلامی اشاره کرد و از مردم ایران، دولت اسلامی و خدا خواست تا حقوق انسانی آنان را به رسمیت بشناسند. در این نامه که به ۲۰۰۰ مقام عالی‌رتبه و افراد سرشناس ایران فرستاده شد، از جمهوری اسلامی ایران خواسته شده تا آزار و تعقیب بهائیان، دستگیری، شکنجه و زندانی نمودن بهائیان «بر مبنای اتهامات واهی و بهانه‌های بی‌اساس را متوقف سازد، چرا که خداوند می‌داند - و همچنین مقامات - که تنها جرمی که این افراد بی‌گناه متهم به آن هستند اعتقادات آنهاست …»

با تأکید بر غیر موجه دانستن اتهامات جاسوسی، نامه این سؤال را مطرح می‌کند که:
«چگونه یک پیرمرد ۸۵ سالهٔ یزدی که هرگز از ولایت خود خارج نشده‌است می‌تواند جاسوس باشد؟ چگونه دانش‌آموزان، زنان خانه‌دار، دختران جوان بی‌گناه، مردان و زنان پیر می‌توانند جاسوس باشند؟ چگونه یک کشاورز روستایی می‌تواند جاسوس باشد؟ چه مدارک اطّلاعاتی و سرّی از آنها به دست آمده‌است؟ چه ابزار جاسوسی از آنها به دست آمده‌است؟ چه فعّالیّت جاسوسی از دانش‌آموزان ابتدایی به دست آمده که آنها را از مدارس اخراج کرده‌اند؟» نامه در ادامه تأکید می‌کند که «جاسوسی از ابزار سیاست است و عدم دخالت در سیاست از اصول دیانت بهائی است». در پاسخ به این اتهام که بهائیان قطعات ماشین «احتکار» کرده‌اند، محفل روحانی ملّی اعتراض کرده و بیان می‌کند: «اگر دادستان تشکیلات بهائی را به عنوان شبکهٔ جاسوسی معرفی می‌کند، حداقل باید آنها را آنقدر عاقل بداند که قصد براندازی چنین حکومت قوی‌ای را با احتکار ابزار ماشین نداشته باشند! این نامه اشاره می‌کند که در حالی که مسلمانان به خاطر اهدای پول به خارج از کشور برای نگهداری اماکن مقدّسه تمجید می‌شوند (نظیر عراق و بیت‌المقدّس)، هنگامی که یک بهائی نیز چنین عملی را انجام می‌دهند این عمل «گناهی نابخشودنی به حساب می‌آید و … ثابت می‌کند که او این کار را برای قوی‌تر نمودن سایر کشورها [مخصوصاً اسرائیل] انجام داده‌است.»
این نامه آخرین اقدام محفل روحانی ملّی پیش از انحلال داوطلبانهٔ آن و از بین رفتن حقوق حقّهٔ بهائیان به عنوان شهروندان ایرانی بود.
علیرغم انحلال داوطلبانه، مقامات جمهوری اسلامی به اذیت و آزار و ایجاد رعب و وحشت بین اعضای سابق محفل روحانی ملی و محلی و سایر مقامات اداری آن در سراسر ایران و نیز کسانی که این نامه سرگشاده را در دفاع از بهاییان امضاء کرده بودند ادامه دادند. در اواسط سال ۱۳۶۲، بیش از ۵۰۰ تن از بهاییان که اکثر آن‌ها از اعضای سابق محفل بوده یا با این اعضا در ارتباط بودند بدون هیچ اتهامی دستگیر شدند.
با گذشت زمان، هفت تن از اعضای محفل روحانی ملّی سوم نیز بازداشت و نهایتاً به وسیلهٔ حکومت اعدام شدند. این افراد عبارت بودند از:
- جهانگیر هدایتی
- شاپور مرکزی
- فرهاد اصدقی
- فرید بهمردی
- احمد بشیری
- اردشیر اختری
- امیرحسن نادری

واقعه‌ای که توجّه خاصی در سطح بین‌المللی جلب کرد، اعدام تعدادی از زنان بهائی در تاریخِ ۱۸ ژوئن ۱۹۸۳ (۲۸ خرداد ۱۳۶۲) در شهر شیراز بود. اسامی این بانوان به این قرار است: مونا محمودنژاد (۱۷ ساله)، نصرت یلدائی (۵۴ ساله)، عزّت جانمی اشرافی (۵۰)، رؤیا اشراقی (۲۳، دختر عزّت)، طاهره سیاوشی (۳۲)، زرّین مقیمی (۲۸)، شیرین دالوند (۲۵)، اختر ثابت (۱۹ یا ۲۰)، سیمین صابری (۲۴)، و مهشید نیرومند (۲۸). در زمان محکومیت آنها، رئیس‌جمهور آمریکا، رونالد ریگان، تقاضای عفو برای این اشخاص کرد.  خمینی در واکنش به درخواست ریگان گفت «آقای ریگان می‌گوید این بهائیان بی‌پناه مردمی صلح‌جو هستند که به انجام فرائض دینی خود مشغولند و دولت ایران آنها را بخاطر دستورهای دینی‌شان که مغایر با عقاید جمهوری اسلامی است دستگیر کرده‌است. اگر آنها جاسوس نبودند شما شکایت نمی‌کردید… اگر ما هیچ دلیل دیگری هم بر اینکه آنها جاسوس آمریکا هستند نداشته باشیم، همین حمایت ریگان از آنها کافیست.»

### شکنجه و اعدام بهائیان سرشناس و اعضای محافل روحانی محلی
به غیر از هدف قرار دادن رهبران بهائی در سطح ملّی، جمهوری اسلامی بهائیان سرشناسی که به خدمات در جامعه مشغول بودند و اعضای شوراهای محلی در سراسر ایران را نیز مورد پیگرد قرار دادند. اوّلین عضو شورای بهائی محلی که در تهران خدمت می‌کرد، در تاریخ ۲۳ فروردین ۱۳۵۸ (۱۲ آوریل ۱۹۷۹)، تنها چند روز پس از اعلام رسمی جمهوری اسلامی، به دار آویخته شد.
جمهوری اسلامی فعّالانه در پی محروم کردن بهائیان از حقّ و حقوق خود و تخریب روحیهٔ جامعهٔ آنها بوده و هست و برای دستیابی به این امر، بهائیان برجسته و کسانی را که در مناصب رهبری در سراسر کشور خدمت می‌کردند دستگیر، زندانی، شکنجه یا اعدام کرد. با اینکه به علّت فشارهای بین‌المللی، اعدام‌ها متوقف شده‌اند امّا همچنان هر از چندگاهی بهائیان سرشناس توسط افراد ناشناس کشته می‌شوند. دستگیری‌های گسترده، زندانی و شکنجه به‌طور بالقوه پابرجا هستند. در این سالیان دراز، زندگی بهائیان در تمام نقاط ایران، اعم از تهران، کرج، یزد، تبریز، همدان، شیراز، و ده‌ها شهر و روستای دیگر، به شدّت تحت تأثیر این تضییقات قرار گرفته‌است.
از زمان استقرار جمهوری اسلامی در ایران در سال ۱۹۷۹، بیش از ۲۰۰ بهائی به قتل رسیده یا توسط مقامات مفقود شده‌اند. به علاوهٔ کسانی که کشته شده‌اند، صدها نفر زندانی و شکنجه شده‌اند. محکومیت شدید بسیاری از دولت‌های خارجی و افراد و گروه‌های برجسته در سراسر جهان در واکنش به کشتار وحشیانهٔ بهائیان توسط جمهوری اسلامی – به ویژه اعدام ده زن در شیراز در سال ۱۹۸۳ به خاطر تدریس در کلاس‌های کودکان بهائی و اعدام گروهی مکرر اعضای نهادهای اداری بهائیان منجر به تغییر رویه در استراتژی رژیم برای از بین بردن بهائیان ایران شد. با این حال، با اینکه به نظر می‌رسید که تعداد کشته شدن بهائیان کاهش یافته، جمهوری اسلامی تلاش‌های خود را برای از بین بردن زندگی فرهنگی و اجتماعی بهائیان ایران چندین برابر کرد.

### یاران ایران
از آنجایی که در سال ۱۹۸۳ (۱۳۶۲)، تمامی موسّسات انتخابی و انتصابی بهائی در ایران ممنوع شدند، و اکثر اعضای سه محفل روحانی ملّی اعدام شدند، در غیاب این مؤسّسات یک گروه انتصابی به نام «یاران ایران» با آگاهی کامل حکومت به‌طور موقت تشکیل شد تا به امور داخلی و احوال شخصیِ جامعهٔ سیصد هزار نفری بهائی در ایران رسیدگی نماید. اگرچه کلیّهٔ مقامات دولتی از سال ۱۳۶۲ از موجودیت این گروه با اطّلاع بوده و مرتّباً، ولو به صورت غیررسمی، با اعضای این هیئت در تماس بودند، آخرین اعضای این گروه که صرفاً مسئولیّت رسیدگی به امور مذهبی و داخلی بهائیان ایران را بر عهده داشتند، به اتّهام واهیِ «غیرقانونی بودن» دستگیر و به شدت مجازات شدند. این افراد عبارت بودند از:
- فریبا کمال‌آبادی
- جمال الدّین خانجانی
- عفیف نعیمی
- سعید رضایی
- بهروز توکّلی
- وحید تیزفهم
- مهوش ثابت

شش تن از اعضای این گروه، در تاریخ ۱۴ مه ۲۰۰۸ (۲۵ اردیبهشت ۱۳۸۷) در منازل خویش دستگیر شدند و نفر هفتمِ گروه، قبل از شش نفر دیگر، در ۵ مارس ۲۰۰۸ (۱۵ اسفند ۱۳۸۶) در شهر مشهد دستگیر شد. همگیِ این افراد به ده سال حبس محکوم شدند. آنها حتّی از روند قانونی درست یعنی دسترسی به وکیل و قبول وثیقه محروم بودند.